# Ruski Komarivți, Ujhorod
Ruski Komarivți (în ucraineană Руські Комарівці) este un sat în comuna Hlîboke din raionul Ujhorod, regiunea Transcarpatia, Ucraina.

## Demografie
Componența lingvistică a localității Ruski Komarivți
     Ucraineană (83,06%)
     Maghiară (16,18%)
     Alte limbi (0,7%)
Conform recensământului din 2001, majoritatea populației localității Ruski Komarivți era vorbitoare de ucraineană (83,06%), existând în minoritate și vorbitori de maghiară (16,18%).